# Predrag J. Marković
Predrag J. Marković (Beograd, 6. rujna 1965.), doktor povijesnih nauka i znanstveni savjetnik na Institutu za suvremenu povijest u Beogradu. Član je Savjeta za brandiranje Srbije, Upravnog odbora RTS-a, kao i vršeći dužnosti predsjednika Upravnog odbora Muzeja povijesti Jugoslavije.

## Struka
Predaje na više fakulteta. Jedna od njegovih knjiga, vjerojatno i najčitanija, zove se "Trajnost i promena".
Marković se uglavnom bavi društvenom povijesti Jugoslavije i posebno povijesti Beograda u 20. stoljeću. O povijesti Beograda napisao je monografije: Beograd između Istoka i Zapada: 1948—1965. (objavljena 1996. godine, predgovor napisao Dobrica Ćosić) i Europski utjecaj na proces modernizacije Beograda od 1918.—1941. Također se bavio povijesti raspada socijalističke Jugoslavije i metodologijom povijesne znanosti.

## Kvizovi
Predrag J. Marković je s Miroslavom Damnjanovićem autor prvog srpskog licencnog kviza naziva Visoki napon i koji se emitira petkom na Prvom programu RTS-a.
Kao dvadesetčetverogodišnji asistent na Institutu za suvremenu povijest učestvovao je u pretposljednjem ciklusu Kviskoteke snimanog 1989. – 1990. godine, koji se emitirao na prostoru cijele SFRJ, ostvarivši u polufinalu s 204 boda najveću bodovnu razliku, što je bio i rekord kviza.

## Vanjske poveznice
- Predrag J. Marković: Srbi i ratni zarobljenici („Политика“, 18. lipnja 2011.)